# Quincy-Basse
Quincy-Basse ist eine nordfranzösische Gemeinde mit 54 Einwohnern (Stand: 1. Januar 2022) im Département Aisne in der Region Hauts-de-France (bis 2015: Picardie). Sie gehört zum Arrondissement Laon, zum Kanton Vic-sur-Aisne und zum Gemeindeverband Communauté de communes Picardie des Châteaux.

## Geografie
Die Gemeinde Quincy-Basse liegt in einem Seitental der Ailette, etwa 22 Kilometer westlich von Laon. Nachbargemeinden von Quincy-Basse sind Bassoles-Aulers im Norden, Brancourt-en-Laonnois im Osten, Anizy-le-Château im Südosten sowie Landricourt im Süden, Westen und Nordwesten.

## Geschichte
Auf einem Hügel oberhalb des Dorfes gab es ein römisches Militärlager. Gräber aus dieser Zeit sind noch sichtbar.
Quincy-Basse wurde während des Ersten Weltkriegs zerstört und in den 1920er Jahren wieder aufgebaut.

### Bevölkerungsentwicklung
| Jahr                       | 1962 | 1968 | 1975 | 1982 | 1990 | 1999 | 2006 | 2015 | 2022 |
| -------------------------- | ---- | ---- | ---- | ---- | ---- | ---- | ---- | ---- | ---- |
| Einwohner                  | 58   | 54   | 53   | 59   | 60   | 68   | 52   | 61   | 54   |
| Quellen: Cassini und INSEE |      |      |      |      |      |      |      |      |      |

## Sehenswürdigkeiten

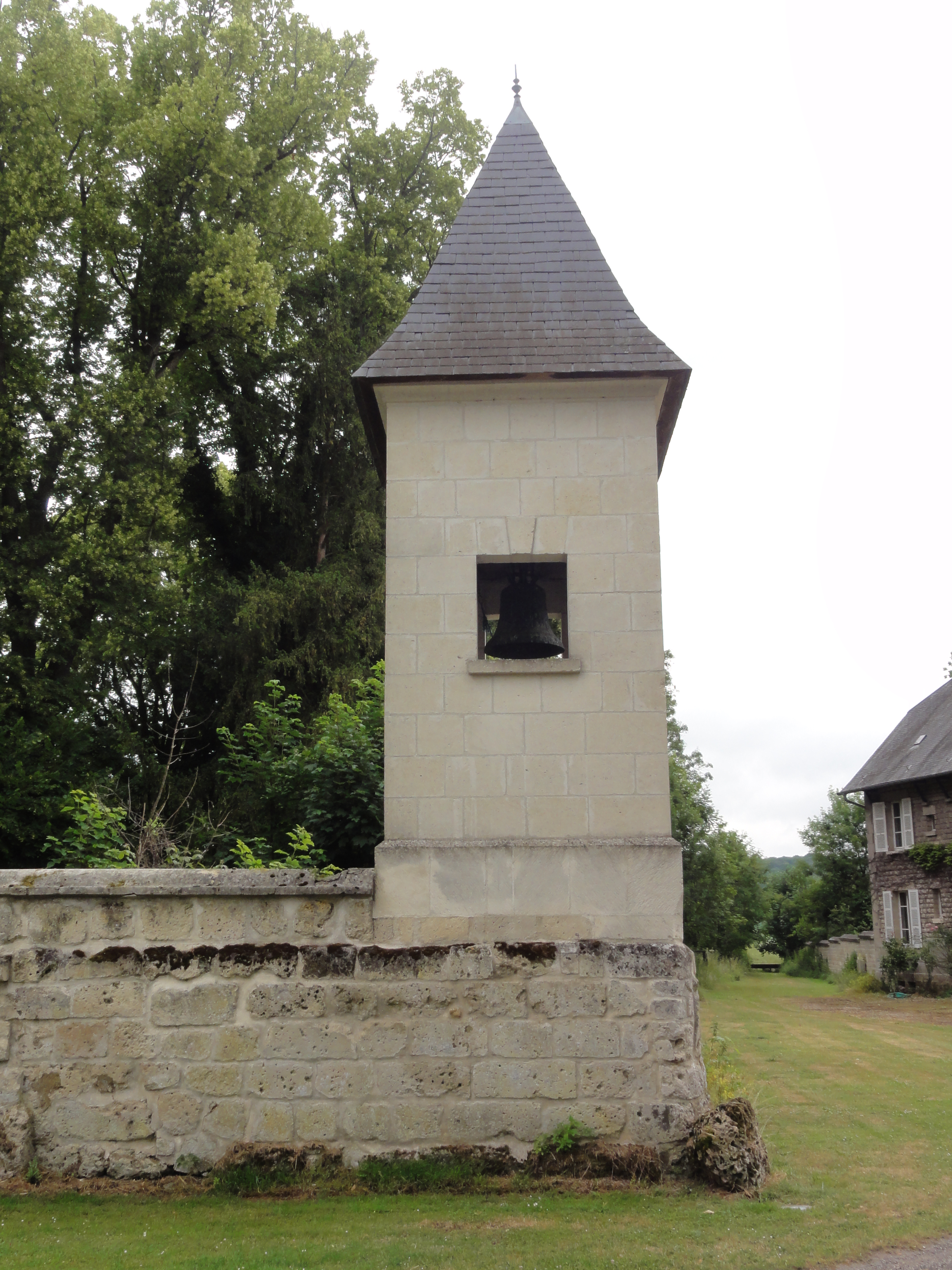
Glockenturm der ehemaligen Kirche der Jungfrau
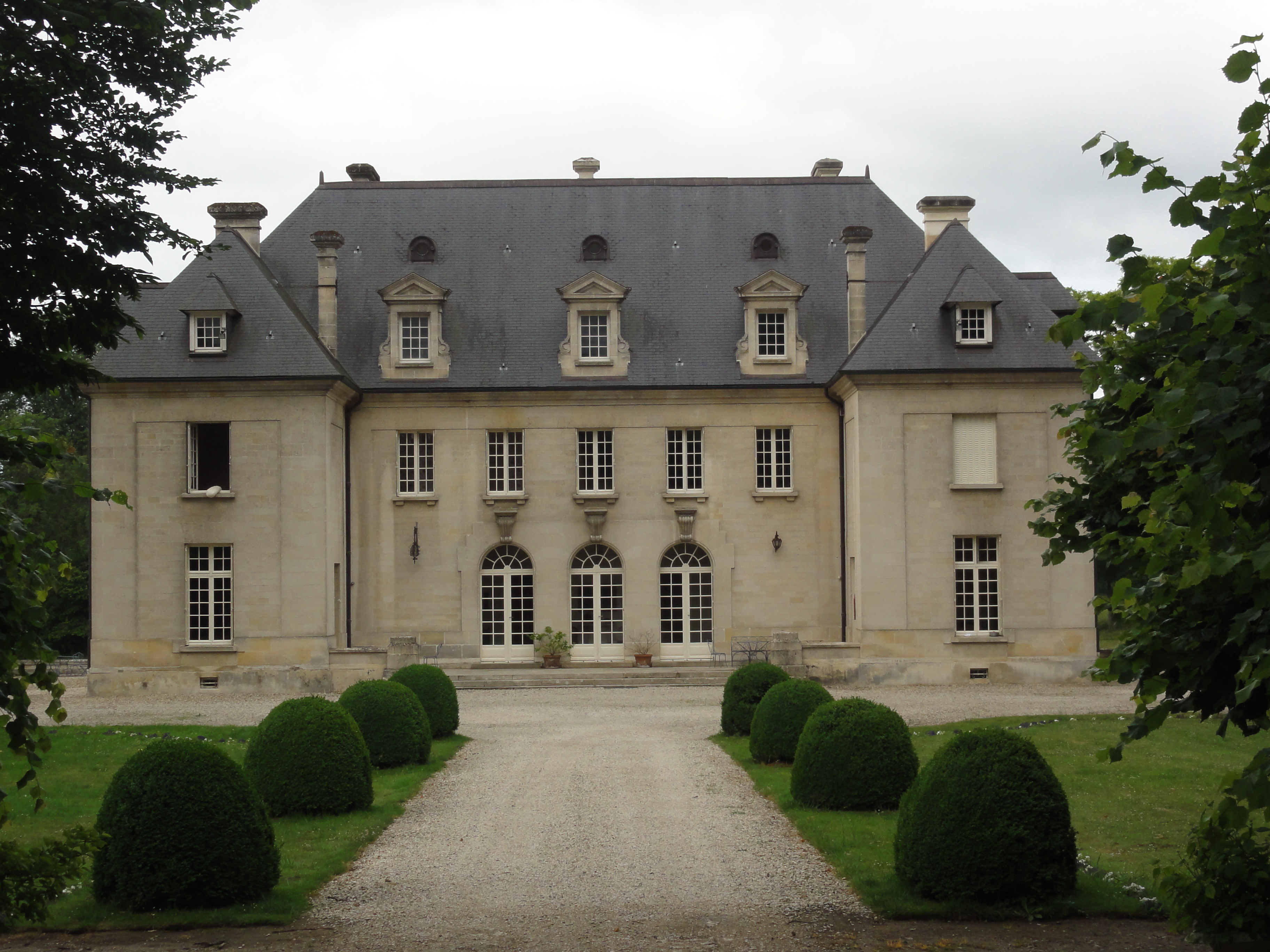
Schloss
- Lavoir

- Glockenturm der ehemaligen Kirche der Jungfrau
- Schloss